# Agguato sul Bosforo
Agguato sul Bosforo (conosciuto anche col titolo Colpo grosso a Porto Said) è un film del 1969, diretto da Luigi Batzella sotto lo pseudonimo di Paüll' Hamus.

## Trama
Due persone, un uomo e una donna, uccidono uno scienziato che ha da poco scoperto un giacimento di diamanti. Riescono a fotografare su un microfilm la pianta geografica che conduce alla vena di preziosi e rubano i diamanti in possesso dello scienziato. Da quel momento si scatenano vari omicidi. Sono tante, infatti, le persone e le organizzazioni che vogliono mettere mano sul giacimento di preziosi...

## Produzione
Tra i luoghi utilizzati per le riprese vi è il castello di Sammezzano, in provincia di Firenze.

## Colonna sonora
La canzone Chissà perché è interpretata da Olympia.